# كيخاشان باسو
كيخاشان باسو (من مواليد 5 يونيو 2000)، هي ناشطة كندية في مجال البيئة وحقوق الإنسان، ولدت في الإمارات العربية المتحدة. تدعو باسو إلى السلام وحقوق الطفل والتعليم من أجل التنمية المستدامة ونزع السلاح النووي والمساواة بين الجنسين والعدالة المناخية. وهي المؤسس والرئيس لمؤسسة الأمل الأخضر وأصغر مستشار لمجلس مستقبل العالم، وأصغر أمين لبرلمان أديان العالم، وعضو في مؤسسة حقوق الأطفال، والفائزة بجائزة السلام الدولي للأطفال عام 2016.

## حياتها
ولدت في 5 يونيو وتعيش في دبي. وهي مؤسِسَة ورئيسة جمعية الأمل الأخضر، والتي تُعنى بالاستدامة وتعليم وتمكين الأطفال والمراهقين في جميع أنحاء العالم، وإشراكهم في عمليات أهداف التنمية المستدامة من خلال المشاركة في المشاريع المجتمعية التي تهتم بالمناخ، ووقف انجراف الأرض وتعزيز الاستهلاك للطاقة المتجددة، والحفاظ على الأنواع البيولوجية، بالإضافة للمساواة بين الجنسين والعدالة الاجتماعية.
تضم المنظمة حالياً أكثر من 1000 عضو من العديد من دول العالم هي كندا وسورينام والشرق الأوسط والهند ونيبال، وتعمل عبر عقد ورش عمل ومؤتمرات حول تنفيذ أهداف التنمية المستدامة.